# Gunnar Forssner
Gunnar Hjalmar Forssner, född 19 maj 1876 i Stockholm, död 1915, var en svensk läkare. Han var bror till Hjalmar och Tom Forssner.

## Biografi
Forssner blev medicine licentiat vid Lunds universitet 1903, docent i experimentell patologi 1904 i Lund och i allmän patologi i Stockholm 1905. Han var från 1911 professor i pediatrik och praktisk medicin, från 1912 i praktisk medicin vid Uppsala universitet, samt från 1908 överläkare vid Ronneby brunn. I sitt första vetenskapliga arbete tog Forssner upp den för hela infektionsläran viktiga frågan om vilken betydelse bakteriernas anpassning för ett visst organ kan ha för infektionens lokalisering inom organismen och visade hur streptokocker odlade i njurextrakt, efter intravenös injektion på djur, företrädesvis lokaliserade sig just till njurarna. Forssners senare arbeten undersökte i första hand ämnesomsättningens kemi. Särskilt hans acidosforskningar var av stor betydelse.
Forssner är begravd på Norra begravningsplatsen i Solna.

## Utmärkelser
- Svenska läkaresällskapets Alvarengapris (för ett arbete om barnaålderns förvärvade hjärtsjukdomar), 1908

## Familj
Forssner gifte sig 1906 med sin kusin Ruth Moll (1886–1969) dotter till riksbankschefen Viktor Ludvig Moll och Louise Catharina Klingström. 
Gunnar och Ruth Forssner hade tillsammans döttrarna Märta (1907–1985), Marianne (1908–1989) och Louise (1914–1917).